# Marly Bulcão
Marly Bulcão Lassance Britto (née à Rio de Janeiro en 1939) est une philosophe et une universitaire de Rio de Janeiro. Elle appartient à cette génération venue à la philosophie au travers de l'enseignement de José Américo Pessanha. Elle-même a contribué à faire connaître au Brésil la pensée de Gaston Bachelard. En suivant la trajectoire du philosophe, elle a été amenée à s’intéresser à ses prédécesseurs comme Léon Brunschvicg,  ses contemporains comme Ferdinand Gonseth  ou encore ses successeurs comme François Dagognet. Ses dernières recherches concernent l'imagétique du cinéma.
Elle figure dans Le Dictionnaire universel des Créatrices.

## Repères bibliographiques
En français
- Bachelard au Brésil, Cahiers Gaston Bachelard n°4, Éditions Universitaires de Dijon, 2001.
- Bachelard : un regard brésilien (avec Jean-Luc Pouliquen), préface de François Dagognet, collection Ouverture philosophique, L'Harmattan, 2007.
- Promenade brésilienne dans la poétique de Gaston Bachelard, préface de François Dagognet, collection Ouverture philosophique, L'Harmattan, 2010.

En portugais
- O Racionalismo da Ciência Comtemporânea - Uma análise da Epistemologia de Gaston Bachelard, editora UEL, Londrina, 1999.
- Bachelard, pedagogia da razão, pedagogia da imaginação (avec Elyana Barbosa), editora Vozes, Petrópolis, 2004.
- O Idoneísmo de Ferdinand Gonseth : Uma filosofia da razão dialogada, editora UAPÊ, 2007.
- O gozo do conhecimento e da imaginação - François Dagognet diante da ciência e da arte contemporânea, Mauad X, 2010.
- Luz, câmera, filosofia, Ideas & Letras, 2013.